# 反应中间体
化学动力学中，反应中间体(Reaction intermediate)指在一个非基元反应中反应物转化为产物过程出现的中间物种。通常，反应中间体的寿命很短，浓度相对反应物和产物也很低，因此不出现在最终产物中。
例如，考虑以下反应：
A + B → C + D
该反应的机理由两步基元反应组成。
A + B → X*
X* → C + D
物种X*称为反应中间体。

## 定义
根据IUPAC出版的化学术语总目录，中间体（intermediate）可以是反应过程中产生的分子、原子或离子，并且将转化为产物或下一个中间体，其平均寿命大于分子振动的周期。至于平均寿命与分子振动在同一数量级的物种则称为过渡态。中间体对应于反应势能面上的极小值，势阱深度大于该温度下的热涨落（约为气体常数与温度之乘积RT）。